# Sukamarga (Batik Nau)
Sukamarga is een bestuurslaag in het regentschap Bengkulu Utara van de provincie Bengkulu, Indonesië. Sukamarga telt 208 inwoners (volkstelling 2010).